# Constantin Rezachevici
Constantin Rezachevici (Iași, 26 de enero de 1943-10 de enero de 2021) fue un historiador rumano, especializado en historia medieval.

## Biografía
Estudió en la facultad de historia de la Universidad de Bucarest, donde se licenció en 1965. Se doctoró en Ciencias Históricas con la tesis Radu Șerban y su época (1978), galardonada con el Premio «Nicolae Bălcescu» de la Academia Rumana de 1978.
Tras licenciarse, trabajó ininterrumpidamente durante 41 años en el Instituto de Historia Nicolae Iorga de la Academia Rumana, ascendiendo de investigador en prácticas a investigador principal (desde 1997 hasta su jubilación en 2006).
Desde 2007 continuó su labor como investigador científico I en el Centro de Patrimonio Rumano del Instituto de Historia del Arte «George Oprescu» de la Academia Rumana.
Falleció el 10 de enero de 2021.

## Publicaciones
- Istoria popoarelor vecine și neamul românesc în Evul Mediu, 1998.
- Rolul românilor în apărarea Europei de expansiunea otomană. Secolele XIV-XV. Evoluția unui concept în contextul vremii, 2001.
- 'Cronologia critică a domnilor din Țara Românească și Moldova a. 1324-1881, vol. I, Secolele XIV-XVI. Editura Enciclopedică, 2001
- Cronologia critică a domnilor din Țara Româneasca și Moldova (secolele XIV-XVI), Editura Enciclopedică, 2002[5]